# Unternehmensdemokratie
Unternehmensdemokratie stellt in Abgrenzung zur Wirtschaftsdemokratie die demokratische Verfassung von Unternehmen, aber auch Non-Profit-Organisationen dar. Das Ziel ist, die Belegschaft in die betrieblichen Entscheidungsprozesse einzubinden und so ihre Arbeit demokratisch zu gestalten. Der Begriff hat Überschneidungen mit verschiedenen weiteren verwandten Begriffen wie Industrielle Demokratie, solidarische Ökonomie oder New Work.

## Definition
„Unternehmensdemokratie ist die Führung und Gestaltung von Organisationen durch alle interessierten Mitglieder, um den jeweiligen Organisationszweck zu verwirklichen. Sie ist verbindlich verfasste Selbstorganisation, die kein alleiniges Mittel zum Zweck der Gewinnmaximierung ist.“
Damit unterscheidet sich die Unternehmensdemokratie von der Wirtschaftsdemokratie. Die Wirtschaftsdemokratie zielt auf die Demokratisierung der Wirtschaft ab.

## Forschung
Das vermutlich älteste Buch zu der Unternehmensdemokratie (Industrial Democracy) wurde im Jahr 1897 von Sydney und Beatrice Webb veröffentlicht.
Der deutsche Kaufmann, Wirtschaftsjournalist, Gewerkschafter und spätere israelische Finanzminister Fritz Naphtali veröffentlichte in den 1920ern sein Werk Wirtschaftsdemokratie. Ihr Wesen, Weg und Ziel (mit vielen Bezügen und Hinweisen auf Webb & Webb).
Zurzeit gibt es unterschiedliche Befunde, aber die Effekte der Demokratisierung von Arbeit wurden seit ungefähr dem Jahr 1980 von vielen Seiten erforscht.
Bereits 1978 wurde aufgezeigt, dass es den von der Britin Carole Pateman vermuteten Übertragungseffekt (Spill-over effect) auch im Bereich demokratischer Arbeitsgestaltung gibt, dass also Unternehmensdemokratie auch Effekte auf das private Leben der Mitarbeiter hat. So führt direkte Mitbestimmung zum Beispiel als sogenannte „selbstbestimmte Arbeitskontrolle“ zu höherem politischem und kulturellem Engagement. Das deckt sich mit anderen Ergebnissen, die aufzeigten, dass gesellschaftliches und kulturelles Engagement durch direkte Demokratie in Arbeitsgruppen und am Arbeitsplatz gefördert werden.
Für die Entscheider in Organisationen wird vor allem der positive Effekt in ihrem Unternehmen wichtig sein. Diesbezüglich hat unter anderem Wolfgang Weber, Professor für angewandte Psychologie der Universität Innsbruck, im Jahr 2007 eine Studie veröffentlicht. Er hat die Auswirkung von Unternehmensdemokratie auf die Arbeit und das Arbeitsleben im Zusammenhang des österreichischen Forschungsprogramms „New Orientations for Democracy in Europe“ erforscht. In dieser Studie wurden insgesamt 631 Arbeitnehmer aus 24 demokratischen Unternehmen untersucht und mit 13 traditionell geführten Unternehmen verglichen. Die demokratisch geführten Unternehmen und Organisationen führten zu höherer Solidarität und Hilfeverhalten am Arbeitsplatz und einer stärkeren emotionalen Bindung an den Arbeitgeber.
In der Freizeit führte Unternehmensdemokratie zu höherer sozialer Verantwortung, höherem demokratischen und gesellschaftlichen Engagement, höherer Selbstwirksamkeitserwartung im Hinblick auf eine gerechte Welt und einer stärkeren humanistischen Ethik. Somit hat Weber ebenfalls das Forschungsparadigma des Spill-over-Effektes bestätigt. Weber und Kollegen formulierten dies so: „Je stärker Beschäftigte berichten, an operativen, taktischen und strategischen Entscheidungen in ihrem Unternehmen zu partizipieren, desto stärker weisen sie gemeinwesenbezogene Wertorientierungen auf, die sich durch humanistische Werte, Bereitschaft zu kosmopolitischem und demokratischem Engagement auszeichnen. … Die Praxis demokratischer Unternehmen, wie derjenigen aus unserer Stichprobe, verleiht ein klein wenig Hoffnung, dass Unternehmen im Zusammenwirken mit vielen weiteren Institutionen der Zivilgesellschaft (zum Beispiel Familien, Kindergärten, Schulen, Vereinen, Universitäten) ein Ort sein können, die demokratische Gesellschaft zu bewahren und zu verteidigen.“

## Fallbeispiele
Das international bekannteste Beispiel ist vermutlich die 1954 gegründete brasilianische Firma Semco S/A (ein Kunstwort aus Semler & Company). Sie wurde durch Ricardo Semler, der die Firma von seinem Vater Antonio Curt Semler 1980 übernahm, zu einem erfolgreichen, seitdem wachsenden demokratischen Unternehmen weiterentwickelt. Durch die Demokratisierung des Unternehmens konnten Erfolge erreicht werden: Der Umsatz stieg von 4 Millionen Dollar 1982 auf 212 Millionen Dollar im Jahr 2003. Die Anzahl der Mitarbeiter wuchs von 90 auf mittlerweile über 3000.
Semler erklärte gleich zu Beginn seines Buchs The Seven-Day Weekend das Geheimnis des Erfolgs von Semco. Er ist der Auffassung, dass in der Ablösung der üblichen Top-down-Kontrolle, verbunden mit einer radikalen Demokratisierung des Unternehmens: „It’s our lack of formal structure, the way we give up control so workers can follow their interests and their instincts when choosing jobs or projects. … It’s inherent in how we embrace democracy and open communication, and encourage questions and dissent in the workplace.“ Semler stellt unmissverständlich klar, dass es die Demokratisierung von Semco war, die auch zum wirtschaftlichen Erfolg führte: „The answer lay in relinquishing control. It was a deceptively simple principle because it would mean instituting true democracy at Semco.“
Der ehemalige Personalvorstand der Telekom AG Thomas Sattelberger veröffentlichte gemeinsam mit Professor Isabell Welpe von der Technischen Universität München und Andreas Boes, Mitglied des Vorstands des Instituts für sozialwissenschaftliche Forschung (ISF) München, sechs verschiedene vorwiegend deutsche Fallbeispiele in dem 2015 erschienenen Buch Das demokratische Unternehmen.
Der deutsche Unternehmensberater und Managementautor Andreas Zeuch beleuchtete in seinem 2015 erschienenen Buch Alle Macht für niemand. Aufbruch der Unternehmensdemokraten zehn andere (dabei auch: Cecosesola), vorwiegend deutsche Fallbeispiele.